# منریو
منریو (به اسپانیایی: Monroyo) یک شهرستان در اسپانیا است که در استان تروئل واقع شده‌است.

## خصوصیات
منریو ۷۹ کیلومترمربع مساحت و ۳۲۴ نفر جمعیت دارد.